# Chabacano
Bei Chabacano, auch als Chavacano oder als Zamboangueño bezeichnet, handelt es sich um einen Sammelbegriff für die verschiedenen spanischbasierten Kreolsprachen der Philippinen. Als Eigenname ist Chabacano eine vom spanischen Adjektiv „chabacano“ abgeleitete Sprachbezeichnung, die sich als solches in der Literatur und in den Rundfunkmedien etabliert hat. Etwa 90 % der Wörter sind spanischen Ursprungs. Chabacano kam im 17. Jahrhundert von den Gewürzinseln auf die Philippinen und ist heute Erstsprache von ca. 607.000 Sprechern.
Im spanischen Sprachraum ist das Wort chabacano ein Ausdruck für „geschmacklos“, „vulgär“, „gewöhnlich“, „ordinär“, „stillos“ oder „ungehobelt“.
Der ISO 639-3-Code ist cbk, in ISO 639-2 wird die Sprache unter crp (sonstige Kreol- und Pidginsprachen) geführt.

## Fakten und Verbreitung
Die Sprache Chavacano ist die einzige auf Spanisch basierende Kreolsprache in Asien. Sie besteht bereits seit 400 Jahren, was sie zu einer der ältesten Kreolsprachen der Welt macht. Sie ist zudem die einzige Sprache, die sich auf den Philippinen entwickelt hat (als Mitglied der philippinischen Sprachen) und nicht zur Familie der austronesischen Sprachen gehört, obwohl sie mit der Reduplikation eine charakteristische Gemeinsamkeit zu den malayo-polynesischen Sprachen aufweist.

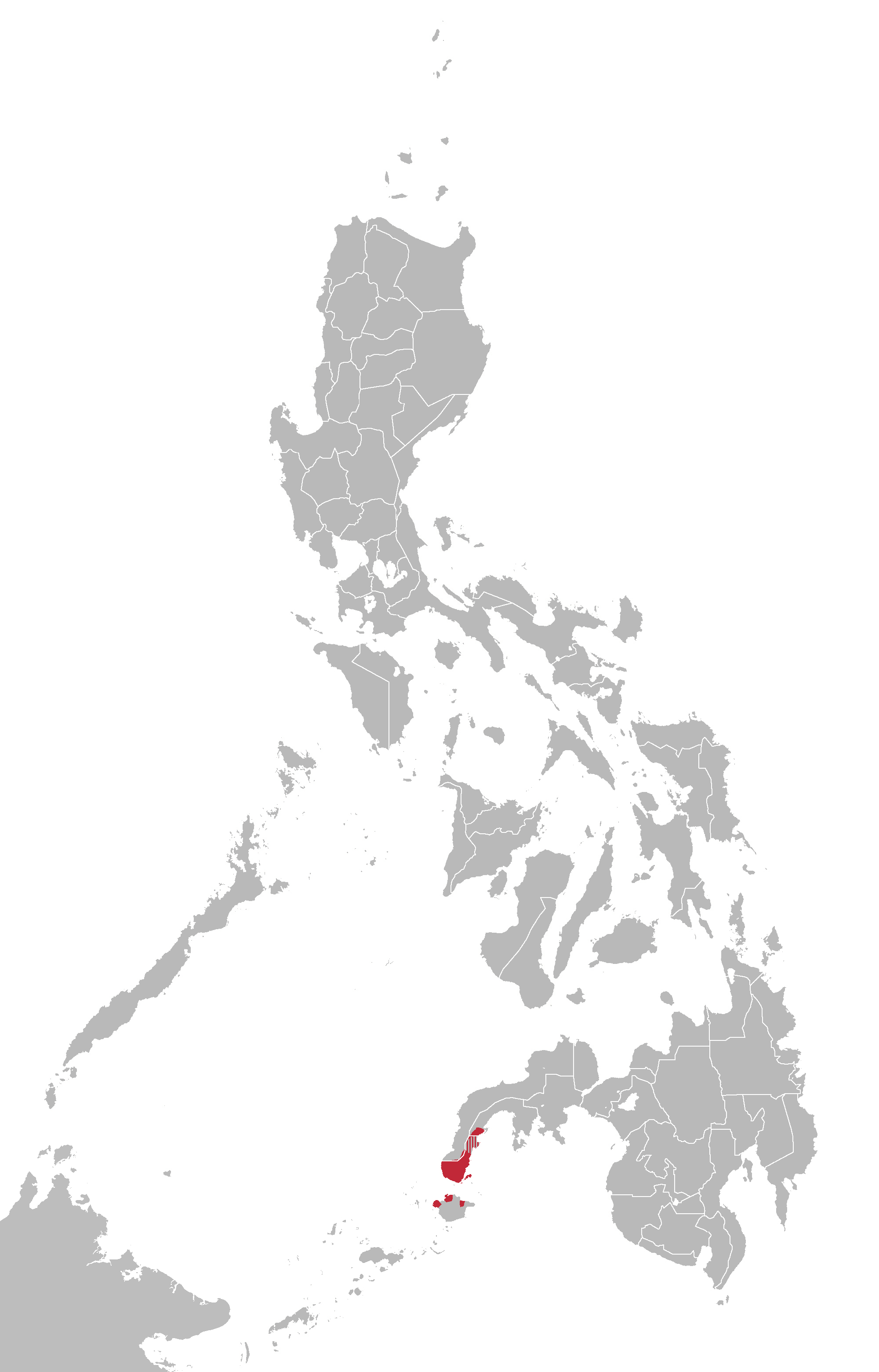
Das Gebiet auf den Philippinen in welchem, rot eingezeichnet, Chabacano gesprochen wird.

Die Sprecher von Chavacano konzentrieren sich hauptsächlich auf die Gebiete um Zamboanga City und die Inselprovinz Basilan. Weiterhin wird sie in einigen Gebieten der Provinzen Zamboanga del Sur, Zamboanga Sibugay, Zamboanga del Norte, in Cavite, Davao und in Cotabato verwendet. Gemäß der Volkszählung aus dem Jahr 2000 leben auf den Philippinen mehr als 607.242 Sprecher von Chavacano. Die genaue Anzahl kann durchaus als höher angesehen werden, da in den Zahlen hauptsächlich die Einwohner von Zamboanga City beinhaltet sind. Darüber hinaus wurden jedoch kaum andere Gebiete mit eingerechnet wie auch die Auslands-Filipinos in dieser Zahl keine Berücksichtigung fanden.
Sprecher von Chavacano finden sich zudem in Semporna im Bundesstaat Sabah in Malaysia, dessen nördliche Regionen sich in unmittelbarer Nachbarschaft zu den Sulu-Inseln und der Zamboanga-Halbinsel befinden, die bis spät ins 19. Jahrhundert ein Teil der von Spanien kolonisierten Philippinen waren. Einige Menschen der muslimisch geprägten Volksgruppen von Zamboanga, wie die Tausūg, die Samal und auch die Yakan auf Basilan, beherrschen gleichfalls diese Sprachform. Daneben finden sich in den Nachbarprovinzen von Sulu und Tawi-Tawi gleichfalls muslimische Sprecher des Chabacano de Zamboanga.
Es existieren dabei zahlreiche Variationen dieser Kreolsprache. Ihre Klassifizierung basiert daher auf dem linguistischen Substrat und der Region, in der sich gemeinschaftliche Arten finden lassen. Die drei bekannten Sprachvariationen von Chavacano/Chabacano, die Tagalog als Sprachsubstrat besitzen, sind Caviteño (verwendet in Cavite), Ternateño (verwendet in Ternate und Cavite), sowie Ermitaño, das ursprünglich in Ermita, einem Distrikt von Manila gesprochen wurde, nun jedoch nicht mehr existent ist. Die anderen Variationen, die sich auf Cebuano als Substrat beziehen, sind Zamboangueño (verbreitet in Zamboanga City), Davaoeño (verwendet in Gebieten von Davao), sowie Cotabateño, das in Cotabato City gesprochen wird. Hierbei ist Zamboangueño die am weitesten verbreitete Sprachform und die Hauptsprache im Stadtgebiet von Zamboanga City.
Chavacano ist primär und im eigentlichen Sinn mehr eine gesprochene denn eine geschriebene Sprache. Ihr Vokabular leitet sich überwiegend von der spanischen Sprache ab, während sich die Grammatik vorwiegend auf andere philippinischen Sprachen, hauptsächlich Tagalog und Cebuano stützt. Sie wird heute noch aktiv im Bildungswesen, in den Druckmedien, dem Fernsehen und im Radio angewandt.
Im Unterschied zu den Kreolsprachen aus Luzon haben die Variationen der Zamboangueño die meisten Lehnwörter anderer philippinischer Sprachen übernommen, wie beispielsweise von Hiligaynon, Subanon, Sama-Banguingui, Tausug, Tagalog und Ilocano. Daneben sind Wörter auch aus dem mexikanischen Spanisch, dem Portugiesischen und einige Wörter mit Ursprung aus den Sprachformen Nahuatl, Quechua und Taíno im Zamboangueño anzutreffen.

## Korrekte Aussprache
Zamboangueños sprechen normalerweise (aber nicht ausschließlich) von Chavacano, wenn sie sich auf ihre Sprache beziehen oder wenn sie diesen Ausdruck in Bezug auf sich selbst verwenden, indem sie sich als Chavacanos bezeichnen. Im Gegensatz dazu verwenden sie das Wort Chabacano in seiner originalen spanischen Bedeutung oder beziehen sich mit Chabacano auf den Überbegriff der Sprache selbst. Die Zamboangueños verwenden üblicherweise also zwei verschiedene Aussprachen für dieses Wort. Caviteños, Ternateños und Ermitaños drücken das Wort dagegen auf die ursprüngliche spanische Art – als chabacano – aus. Davaoeños, Cotabateños und vor allem die Menschen aus der Provinz Basilan tendieren mehr zur Aussprache der Zamboangueños. Es ist hierbei wichtig zu beachten, dass die Varianten dieser Sprache entsprechend ihrer geographischen Zugehörigkeit zu unterscheiden sind. Die Ermitaño, Caviteño und Ternateño ähneln allesamt denjenigen, die Tagalog als Substratsprache hatten, während Zamboangueño, Davaoeño und Cotabateño jenen zuzuordnen sind, die Visayan-Sprachen (hauptsächlich Cebuano) als Substrat besitzen.
Ein Zamboangueño würde seine Sprachform selbst als Zamboangueño oder Chavacano de Zamboanga bezeichnen, während ein Caviteño bei seiner Sprachvariante von Caviteño oder Chabacano de Cavite spricht usw. Hierbei stellt jeder durch eine geographische Referenz die ihm eigenen Wesensmerkmale heraus, um sie von den jeweils anderen Varianten des Chavacano zu unterschieden und sich von ihnen abzuheben.
Ferner existieren weitere alternative Bezeichnungen und Schreibweise für diese Sprache, die von der Sprachart und dem Zusammenhang (ob spanisch oder einheimisch) abhängig sind. Zamboangueños bezeichnen ihre Sprachvariation manchmal auch als Chabakano. Caviteño ist auch als Caviten oder Linguaje di Niso bekannt oder wird zeitweise als  Tsabakano bezeichnet. Ermitaño ist ebenso als Ermiteñ bekannt und Ternateño als Ternateño Chabacano, Bahra oder Linguaje di Bahra. Davaoeño nennt man zudem Davaweño, Davawenyo, Davawenyo Zamboangenyo, Abakay Spanish oder Davao Chabacano/Chavacano, wie man bei Cotabateño auch von Cotabato Chabacano/Chavacano spricht. Die Sprecher aus Basilan betrachten ihr Chavacano wiederum als Zamboangueño oder Chavacano de Zamboanga.

## Geschichtliche Entwicklung

### Zamboangueño
Am 23. Juni 1635 wurde mit der Errichtung von Fort Pilar die Ortschaft Zamboanga zu einem dauerhaften Standort der spanischen Kolonialmacht. Aufgrund anhaltender Beschüsse bzw. Angriffe von Piraten und Überfälle der Sultane von Mindanao und Jolo blieb die Lage im Südwesten des philippinischen Archipels über viele Jahre sehr angespannt. Aufgrund der gleichzeitigen Entschlossenheit der christlichen Missionare, die Verbreitung des Christentums im Süden der Philippinen voranzubringen und Zamboanga hierfür eine entscheidende strategische Lage besaß, waren die spanischen Gottesdiener schon bald gezwungen Truppenverstärkungen von der Kolonialregierung anzufordern.
Die militärische Führung entschied daraufhin, Arbeiter aus Luzon und den Visayas nach Zamboanga zu senden. Unter den Arbeitskräften befanden sich somit spanische und mexikanische Soldaten, Maurer aus Cavite (die den Hauptteil der Arbeiter bildeten), Sacadas (Zuckerrohrschneider) aus Cebu und Iloilo, sowie Mitglieder der einheimischen Volksgruppen, wie den Samal und den Subanon, die aus dem Gebiet um Zamboanga stammten.
Die Differenzen zwischen den einzelnen Dialekten und Kulturen führten alsbald zu Schwierigkeiten bei der Kommunikation der Arbeiter untereinander. Zudem wurden die Instruktionen in Spanisch gegeben. Die Mehrheit der Arbeitskräfte war ungebildet und beherrschte kaum die spanische Sprache was dazu führte, dass sie sich weder untereinander noch mit den Spaniern verständigen konnten. So bildete sich eine Pidgin-Sprache als Lingua franca aus und entwickelte sich im Laufe der Zeit zu einer vollständigen Kreolsprache, die bis heute, vor allem in Zamboanga City, gebräuchlich ist.
Diese spanische Kreolsprache wurde von da an mittels spanischer Nachschubtruppen wie auch durch die erhöhte Präsenz von spanischen Religions- und Lehranstalten nachhaltig gestützt.

### Caviteño / Ternateño
Die Merdicas waren eine malaiische Volksgruppe aus Ternate, einer indonesischen Insel der Molukken, die ehemals von den Spaniern kolonisiert wurde, nachdem sie zuvor eine portugiesische Kolonie gewesen war. Im Jahre 1574 meldeten sich Freiwillige der Merdicas nach Cavite, um dort die Spanier bei der Abwehr einer Invasion des chinesischen Piraten Lin Feng zu unterstützen.
Obwohl die Invasion nicht stattfand, siedelte sich die Merdicas-Gemeinschaft in einem Ort namens Barra de Maragondonan an einer Sandbank nahe der Mündung des Flusses bei der Ortschaft Maragondon an.
Heute nennt sich der Ort Ternate und die Nachkommen der Merdicas sprechen die spanische Kreole (mit portugiesischen Einflüssen), die man nun als Ternateño oder Ternateño Chavacano bezeichnet.

## Schriftsystem

### Chavacano-Orthographie
Die Wörter im Chavacano mit spanischer Herkunft verwenden das  lateinische Alphabet mit den im spanischen Alphabet gebräuchlichen speziellen Zeichen: Die Vokale mit den Akuten (á, é, í, ó, ú), der Vokal u mit dem Trema (ü) und ñ.
Die Wörter des Chavacano mit einheimischer Abstammung werden ebenso unter Verwendung des lateinischen Alphabets geschrieben, jedoch gemäß der Art und Weise ihrer Herkunft ausgesprochen. Dabei wird der Buchstabe k vorwiegend in Wörtern verwendet, die dem Austronesischen entstammen oder er findet sich in Lehnwörtern der philippinischen Sprachen (wie bei kame, kita, kanamon, kaninyo, kilo oder karate).
Daneben existieren in der Schrift von Chavacano zusätzliche Zeichen wie das ñ (eñe repräsentiert das Phonem /ɲ/), das sich von dem Buchstaben n unterscheidet, obwohl es typographisch aus einem n mit einer Tilde besteht. Daneben gibt es den Digraphen ch (che, der das Phonem /tʃ/ repräsentiert), das ll (elle, das für das Phonem /ʎ/ steht) und der Digraph rr (erre, der mit einem starken r ausgestattet ist).
Das Chavacano-Alphabet besitzt einschließlich der oben beschriebenen speziellen Zeichen insgesamt 29 Buchstaben.
Als grundsätzliche Regel kann man sagen, dass Wörter spanischen Ursprungs entsprechend der spanischen Orthographie geschrieben und ausgesprochen werden, während lokale Wörter, die von philippinischen Sprachen abstammen, in der lokalen Orthographie geschrieben und gesprochen werden.

### Alphabet
Die 29 Buchstaben des Chavacano-Alphabets einschließlich der Zeichen /ch/, /ll/ & /ñ/ sind:
a, b, c, ch, d, e, f, g, h, i, j, k, l, ll, m, n, ñ, o, p, q, r, s, t, u, v, w, x, y, z

#### Buchstaben und Zeichen
| A a   | a /a/                                                                  | J j   | jota /ˈxota/                       | R r | erre /ˈere/ ere /ˈeɾe/                                                               |
| B b   | be /be/ be alta /be ˈalta/ be grande /be ˈgɾande/ be larga /be ˈlaɾga/ | K k   | ka /ka/                            | S s | ese /ˈese/                                                                           |
| C c   | ce /θe/                                                                | L l   | ele /ˈele/                         | T t | te /te/                                                                              |
| Ch ch | che /tʃe/                                                              | Ll ll | doble ele/ˈdoble ˈele/ elle /ˈeʎe/ | U u | u /u/                                                                                |
| D d   | de /de/                                                                | M m   | eme /ˈeme/                         |     |                                                                                      |
| E e   | e /e/                                                                  | N n   | ene /ene/                          | V v | uve /ˈube/ ve /be/ ve baja /be ˈbaxa/ ve chica /be ˈtʃika/ ve corta /be ˈkoɾta       |
| F f   | efe /ˈefe/                                                             | Ñ ñ   | eñe /ˈeɲe/                         | W w | uve doble /ˈube ˈdoble/ doble ve /ˈdoble be/ doble u /ˈdoble u/ ve doble /be ˈdoble/ |
| G g   | ge /xe/                                                                | O o   | o /o/                              | X x | equis /ˈekis/                                                                        |
| H h   | hache /ˈatʃe/                                                          | P p   | pe /pe/                            | Y y | ye /ɟʝe/ i griega /i ˈgɾjega/                                                        |
| I i   | i /i/ i latina /i laˈtina/                                             | Q q   | cu /ku/                            | Z z | zeta /ˈθeta/ zeda /ˈθeda/                                                            |

## Vokabular

### Formen und Stile
Chavacano (speziell Zamboangueño) besitzt zwei Ebenen der Verwendungsform. Die gewöhnliche oder familiäre Form und die formale Form.
In der gewöhnlichen oder familiären Form herrschen einheimische Wörter oder ein Mix aus lokalen und spanischen Wörtern vor. Diese Form ist üblicherweise im Sprachgebrauch zwischen Menschen des gleichen oder einem geringeren Sozialstatus anzutreffen. Sie wird zudem innerhalb der Familie, unter Freunden oder in Gesprächen zwischen Bekanntschaften verwendet. Sie ist verbreitet und allgemein anerkannt.
Die formale Form wird maßgebend im Gegensatz dazu durch spanische Wörter bestimmt. Sie wird insbesondere bei der Kommunikation von Personen mit höherem Sozialstatus verwendet. Weiterhin wird sie unter älteren Menschen gesprochen (insbesondere in Familien und mit älteren Angehörigen) sowie von Autoritätspersonen angewandt. Diese Form wird somit hauptsächlich bei den älteren Generationen verwendet, bei Mestizen unter den Zamboangueños und innerhalb der alten Ortsteile, der Barrios. Zudem wird die formale Form bei Reden, in der Bildung, bei den Medien und in Schriften genutzt.
Die folgenden Beispiele sollen den Unterschied bei den Wörtern der formalen und der gewöhnlichen bzw. familiären Form in Chavacano aufzeigen:

| Deutsch                | Chavacano (formal)            | Chavacano (gewöhnlich/familiär) |
| ---------------------- | ----------------------------- | ------------------------------- |
| rutschig               | resbalozo/resbaladizo         | malandug                        |
| Reis                   | morisqueta                    | canon                           |
| Regen                  | lluvia/aguacero               | aguacero                        |
| Speise                 | comida/vianda                 | comida                          |
| Aufschneider / Prahler | orgulloso                     | hambugero/bugalon               |
| Auto                   | coche                         | auto                            |
| Haushälterin           | muchacho (m)/muchacha (f)     | ayudante/ayudanta               |
| Vater                  | papá                          | tata                            |
| Mutter                 | mamá                          | nana                            |
| Großvater              | abuelo                        | abuelo/lolo                     |
| Großmutter             | abuela                        | abuela/lola                     |
| klein                  | chico/pequeño                 | pequeño/diutay                  |
| Ärgernis               | fastidio                      | malihug                         |
| dickköpfig             | testarudo                     | duro cabeza/duro pulso          |
| Hausschuhe             | chancla                       | chinelas                        |
| verheiratet            | de estao/casado               | casado/casao                    |
| (meine) Eltern         | (mis) padres                  | (mi) tata y nana                |
| bösartig               | travieso                      | salawayun                       |
| Rutsch                 | rezbalasa/deslizar            | landug                          |
| hässlich               | feo (masculine)/fea (feminin) | mala cara                       |
| Regenschauer           | lluve                         | tali-ti                         |
| Blitz                  | rayo                          | quirlat                         |
| Donner/Gewittersturm   | trueno                        | trueno                          |
| Tornado                | tornado/remolino              | ipo-ipo                         |
| dünn (Person)          | delgado/flaco/chiquito(a)     | flaco                           |

## Grammatik

### Substantive
Im Gegensatz zu Spanisch folgen in Chavacano die Substantive im Allgemeinen keiner Geschlechtszuordnung. Im Zamboangueño ist der Artikel 'el' fast grundsätzlich im Singular jedem Substantiv vorangestellt. Diese Regel ist jedoch (speziell im Zamboangueño) nicht starr, da die formale Sprachverwendung, die von spanischen Wörtern dominiert wird, insbesondere im Schriftgebrauch bevorzugt verwendet wird. Der spanische Artikel 'la' für weibliche Substantive existiert in Chavacano im Singular zwar, im Zweifelsfall wird sicherheitshalber jedoch der Artikel 'el' verwendet. Vergleiche:
| Deutsches Substantiv Singular | Chavacano Substantiv Singular (gewöhnlich/familiär) | Chavacano Substantiv Singular (akzeptabel oder ungebräuchlich) |
| ----------------------------- | --------------------------------------------------- | -------------------------------------------------------------- |
| Die Jungfrau                  | el virgen                                           | la virgen (akzeptabel)                                         |
| Der Frieden                   | el paz                                              | la paz (akzeptabel)                                            |
| Das Meer                      | el mar                                              | la mar (akzeptabel)                                            |
| Die Katze                     | el gato                                             | el gato (la gata ist ungebräuchlich)                           |
| Die Sonne                     | el sol                                              | el sol                                                         |
| Der Mond                      | el luna                                             | el luna (la luna ist ungebräuchlich)                           |
| Die Aussicht                  | el vista                                            | la vista (akzeptabel)                                          |
| Die Tragödie                  | el tragedia                                         | el tragedia (la tragedia ist ungebräuchlich)                   |
| Der Doktor                    | el doctor                                           | el doctora (la doctora ist ungebräuchlich)                     |

Wie beim Spanischen besitzen die Substantive in Chavacano ein Genus, jedoch nur dann, wenn sie sich auf Personen beziehen. Trotzdem sind sie im Satz immer maskulin und werden grundsätzlich mit dem Artikel 'el' versehen. Orte und Dinge sind ebenso fast ausschließlich maskulin. Das –o wird dabei in maskulinen Substantiven weggelassen, während das –a hinzugefügt wird, um das Hauptwort weiblich zu gestalten.
| Deutsches Substantiv Singular | Chavacano Substantiv Singular (maskulin) | Chavacano Substantiv Singular (feminin) |
| ----------------------------- | ---------------------------------------- | --------------------------------------- |
| Der Lehrer                    | el maestro                               | el maestra                              |
| Die Hexe                      | el burujo                                | el buruja                               |
| Der Techniker                 | el engeniero                             | el engeniera                            |
| Der Schneider/Näherin         | el sastrero                              | el sastrera                             |
| Das Baby                      | el niño                                  | el niña                                 |
| Der Priester/Nonne            | el padre                                 | el madre                                |
| Der Enkel/Enkelin             | el nieto                                 | el nieta                                |
| Der Professor                 | el profesor                              | el profesora                            |
| Das Ratsmitglied              | el consejal                              | el consejala                            |

Nicht alle Substantive, die sich auf Personen beziehen, werden dagegen zu femininen Substantiven. In Chavacano sind manche Personennamen nahezu immer maskulin und enden dennoch nicht mit dem Buchstaben -o. Beispiele: el alcalde, el capitan, el negociante, el ayudante, el chufer.
Alle Bezeichnungen von Tieren sind grundsätzlich maskulin und ihnen wird der Artikel 'el' vorangestellt. Beispiele:
el gato (gata is ungebräuchlich), el puerco (puerca ist ungebräuchlich), el perro (perra ist ungebräuchlich).
Namen von Orten und Dinge können sowohl maskulin als auch feminin sein. Sie werden dessen ungeachtet als maskulin angesehen, da der Artikel 'el' stets dem Substantiv vorangestellt ist:
el cocina, el pantalon, el comida, el agua, el camino, el trapo.

#### Substantive im Plural
In Chavacano verschwinden die spanischen Artikel 'los' und 'las' fast immer, wenn die Pluralform von Personen, Orten und Dingen (unabhängig ob maskulin oder feminin) verwendet wird. Sie werden stattdessen durch das Wort 'maga' ersetzt. Maga leitet sich von dem Wort 'mga' ab, das im Tagalog und im Cebuano gebräuchlich ist. Diese Regel wird sowohl in der familiären wie auch in der formalen Form angewandt.
Einige Sprecher von Chavacano (speziell ältere Nutzer von Caviteño oder Zamboangueño), neigen dabei zu dem Wort 'mana' anstatt zu 'maga'. 'Mana' wird weitläufig anerkannt und ist speziell unter älteren Sprechern geradezu gebräuchlich. Im Zweifel wird jedoch fast ausschließlich der Artikel 'maga' verwendet, um Substantive im Plural anzuwenden.
| Deutsche Substantive Plural | Chavacano Substantive Plural (maskulin) | Chavacano Substantive Plural (feminin) |
| --------------------------- | --------------------------------------- | -------------------------------------- |
| Die Lehrer                  | maga maestro                            | maga maestra                           |
| Die Hexen                   | maga burujo                             | maga buruja                            |
| Die Techniker               | maga engeniero                          | maga engeniera                         |
| Die Schneider/Näherinnen    | maga sastrero                           | maga sastrera                          |
| Die Babys                   | maga niño                               | maga niña                              |
| Die Priester/Nonnen         | maga padre                              | maga madre                             |
| Die Enkel/Enkelinnen        | maga nieto                              | maga nieta                             |
| Die Professoren             | maga profesor                           | maga profesora                         |
| Die Ratsmitglieder          | maga consejal                           | maga consejala                         |

Es sei noch einmal erwähnt, dass diese Regel nicht streng zu nehmen ist (speziell im Zamboangueño nicht). Die Artikel 'los' oder 'las' finden auch in dieser Sprache zeitweise Verwendung und werden vor bestimmte aber wenige Hauptwörter gestellt:
los caballeros, los dias, las noches, los chabacanos, los santos, las mañanas, las almujadas, las mesas, las plumas, las cosas.
Im Zweifelsfall ist es immer sicherer, die Vokabel 'maga' zu verwenden, um singuläre Substantive zu pluralisieren:
maga caballero, maga dia, maga noche, maga chabacano, maga santo, maga dia que viene (Dies ist allerdings eine Phrase, da 'maga mañana' weniger geläufig ist), maga almujada, maga mesa, maga pluma.
Im Chavacano ist es für einige Substantive gebräuchlich, sie im Plural zu verdoppeln, was als Reduplikation bezeichnet wird und eine Charakteristik der Malaiisch-Polynesischen Sprachfamilie ist:
maga cosa-cosa (maga cosa ist ungebräuchlich), maga casa-casa (maga casa ist ebenso gebräuchlich), maga gente-gente (maga gente ist auch gebräuchlich), maga bata-bata (maga bata, 'Kind', ist ebenfalls gebräuchlich), maga juego-juego (maga juego ist ebenfalls gebräuchlich).
Generell verschwinden im Chavacano die Endungen -s, -as, -os, die im Spanischen die Pluralform von Nomen kennzeichnen. Die Singularform eines Substantivs bleibt in der dabei Regel erhalten, obwohl es aufgrund des vorangestellten Artikels 'maga' oder 'mana' zum Plural wird:
maga caballeros (falsch) – maga caballero (korrekt)

maga dias (falsch) – mana dia (korrekt)
Trotzdem ist die Nutzung eines –es als Endung bei einigen Nomen durchaus gebräuchlich und anerkannt. Manchmal kann auch die Endung –cion durch das Hinzufügen von –es pluralisiert werden:
maga meses, maga mujeres, maga mayores, maga tentaciones, maga contestaciones, maga naciones, maga organizaciones.
Darüber hinaus ist es sicher, (im Zweifelsfall) die grundlegende Regel zu nutzen und die Singularform eines Substantivs mit vorangestellten Artikel 'maga' oder 'mana' beizubehalten:
maga mes, maga mujer, maga mayor, maga tentacion, maga contestacion, maga nacion, maga organizacion.

### Pronomen
Die Pronomen in Chavacano basieren auf einheimischen Sprachen (Tagalog und Cebuano) sowie auf spanischen Quellen; Viele Pronomen werden nicht genutzt aber in Teilen abgeleitet.
Im Chavacano de Zamboanga gibt es drei verschiedene Verwendungsarten für bestimmte Pronomen, abhängig vom Grad der Vertrautheit zwischen dem Sprecher und dessen Adressaten, dem Familien- bzw. Sozialstatus zueinander oder der Stimmungslage der Gesprächsbeteiligten im jeweiligen Moment. Diese sind die gewöhnliche, die familiäre und die formale Form.
Die gewöhnliche Form leitet sich, insbesondere in der zweiten und dritten Person Plural, vom Cebuano ab, während die familiäre und formale Form zumeist von der spanischen Sprache abstammt.
Die gewöhnliche Form wird verwendet, wenn man sich an eine Person mit niedrigerem oder gleichem sozialen oder verwandtschaftlichen Status wendet oder wenn man mit dem Gesprächspartner sehr vertraut ist. Sie wird dagegen weder für eine formale Konversation noch für ein Höflichkeitsgespräch angewandt. Ihre Verwendung kann ebenso als rüde, unhöflich oder  anstößig ausgelegt werden. Die familiär Form ist an jemandem vom gleichen sozialen oder verwandtschaftlichen Status gerichtet. Sie drückt Höflichkeit aus und ist allgemein bei öffentlichen Gesprächen, in den Rundfunkmedien und in Bildungseinrichtungen gebräuchlich. Die  formale Form ist wiederum dann anzuwenden, wenn man sich an ältere Personen und/oder an jemandem mit einem höheren sozialen Rang oder Familienstatus wendet. Sie kommt zudem in Schriften zum Tragen.
Nebenbei ist Zamboangueño die einzige Variante von Chavacano, die zwischen dem inklusiven Wir (kita) – die die Person einschließt, zu der man spricht (dem Adressaten) – und dem exklusiven Wir (kame) – das den Gesprächspartner ausschließt – in der ersten Person Plural unterscheidet. Ausgenommen ist hierbei die formale Form, bei der nosotros in beiden Fällen verwendet wird.
Die unten angeführte Tabelle stellt einen Vergleich der Personalpronomen bei den drei Varianten des Chavacanos dar.
|                    | Zamboangueño                                           | Caviteño   | Ternateño     |
| ------------------ | ------------------------------------------------------ | ---------- | ------------- |
| 1. Person Singular | yo                                                     | yo         | yo            |
| 2. Person Singular | vos (gewöhnlich) tú (familiär) usted (formal)          | tú vo uste | vo uste       |
| 3. Person Singular | el ele                                                 | eli        | eli           |
| 1. Person Plural   | kame (exklusiv) kita (inklusiv) nosotros (formal)      | nisos      | mijotro motro |
| 2. Person Plural   | kamo (gewöhnlich) vosotros (familiär) ustedes (formal) | vusos      | ustedi tedi   |
| 3. Person Plural   | sila (gewöhnlich & familiär) ellos (formal)            | ilos       | lojotro lotro |

### Verben
In Kontrast zu anderen Varianten dieser Sprache ist die Herkunft eines Verbs in Zamboangueño selten einer philippinischen Sprachform zugehörig. Demzufolge finden sich im Chavacano de Zamboanga vor allem Verben aus dem spanischen Vokabular.
Grundsätzlich basiert die einfache Form des Zamboangueño Verbs auf dem Infinitiv des spanischen Verbs, abzüglich dem abschließenden /r/. Beispiele hierzu:
Aus continuar, hablar, poner, recibir und llevar wird continuá, hablá, poné, recibí und llevá, wobei die Betonung jeweils auf der letzten Silbe liegt.
Hierbei gibt es nur sehr wenige Ausnahmen. Manchen Verben leiten sich nicht von Infinitiven, sondern von Wörter ab, die im eigentlichen Sinne spanischen Phrasen oder spanischen Verben entstammen. So wird beispielsweise dar nicht zu da, sondern zu dale (im Spanisch wörtlich „es geben“). In diesem Fall hat dale jedoch nichts mit dem spanischen Infinitiv dar zu tun. Das Chavacano brinca (hüpfen) kommt dagegen durchaus vom Spanischen brinco, welches die gleiche Bedeutung besitzt.
Chavacano (speziell Zamboiangueño) verwendet die Wörter ya, ta und hay zusätzlich zu der einfachen Form des Verbs, um die damit grammatikalische Zeitform von Präteritum, Präsens und Futur herauszustellen.
| Deutsche Infinitive | Spanische Infinitive | Chavacano Infinitive | Vergangenheitsform | Gegenwartsform | Zukunftsform |
| ------------------- | -------------------- | -------------------- | ------------------ | -------------- | ------------ |
| singen              | cantar               | canta                | ya canta           | ta canta       | hay canta    |
| trinken             | beber                | bebe                 | ya bebe            | ta bebe        | hay bebe     |
| schlafen            | dormir               | dormi                | ya dormi           | ta dormi       | hay dormi    |

## Veraltete Wörter und Falsche Freunde
In Chabacano hat sich eine Fülle von veralteten spanischen Wörter erhalten, die im modernen spanischen Vokabular nicht mehr verwendet werden. Beispiele hierzu sind:
- En denantes – 'ein Weile zurück' (Spanisch: 'hace un tiempo'). Es ist zu beachten, dass en denantes eine veraltete spanische Phrase darstellt. Im modernen Spanisch würde man diese Phrase mit 'poco antes de hoy' oder 'hace un tiempo' ausdrücken. Im Chabacano lebt diese Phrase aber fort, wie einige andere alte spanische Wörter auch.
- Masquen meint eben (wenn). In Spanisch ist 'mas que' ebenso eine veraltete Phrase, die etwa für 'wenngleich' steht und die man heutzutage durch das Wort 'aunque' ersetzt.
Auf der anderen Seite haben sich einige spanische Wörter in Chavacano verändert oder erlangten einen völlig anderen Sinn. Infolgedessen sind in der Sprache Chavacano einige ähnlich klingende Begriffe mit jedoch verschiedenen Bedeutungen, also so genannte Falsche Freunde entstanden, die bei Korrespondenz mit spanischen Sprechern zu Verwirrungen führen können.
Einige Beispiele für diese Falschen Freunde sind:
- Cerilla, was 'Ohrenschmalz' heißt. (In Spanien heißt 'cerilla' dagegen 'Streichholz' (wie auch 'Ohrenschmalz'), obgleich in Lateinamerika die Bedeutung 'Ohrenschmalz' vorherrscht.)
- Siguro/seguro steht für 'vielleicht'. (In Spanisch meint 'seguro' dagegen 'gewiss', 'sicher' oder 'stabil'. Aber genauso gut kann es eine Wahrscheinlichkeit ausdrücken, wie bei 'Seguro el vendrá' ('Wahrscheinlich wird er kommen'))
- Siempre heißt 'natürlich'. (In Spanisch meint 'siempre' dagegen 'immer'.)
- Firmi steht für 'immer'. (In Spanisch steht 'firme' aber für 'beständig' oder 'dauerhaft'.)
Seitdem die Betonung und die Zeichensetzung einen wichtigen Teil der spanischen Sprache darstellen, ändern spanische Wörter oft ihre Bedeutung, sobald diese Betonung wegfällt. So steht im Spanischen 'mama' und 'ingles' für die Imperativform der Verben 'saugen' und 'einen Bogen bilden', im Gegensatz zu den näher liegenden Bedeutungen 'Mutter' und 'Englisch' ('mamá' und 'inglés')
In der portugiesischen Sprache, die sich aus dem Galicisch-portugiesischen entwickelt hat und damit dem Altspanischen ähnlicher ist, wird na als eine Verkürzung von em a ('in dem') angewandt. In Chavacano kann es jedoch eine Vielzahl an Präpositionen bedeuten. Ele ist dagegen gleich dem portugiesischen Pronomen ele ('er').

## Sprachbeispiele

### (Zamboangueño)
Donde tú anda?
Spanisch: ¿A dónde vas?
(‘Wo gehst du hin?’)
Ya mirá yo con José.
Spanisch: Yo miré a José.
(‘Ich sah José.’)
Ele ya empezá buscá que buscá con el sal.
Spanisch: Ella empezó a buscar la sal en todas partes.
(‘Er/Sie begann überall nach dem Salz zu suchen.’)
Ele ya andá na escuela.
Spanisch: Ella fue a la escuela.
(‘Er/Sie ging zur Schule.’)
Si Mario ya dormí na casa.
Spanisch: Mario durmió en la casa.
(‘Mario schlief im Haus.’)
El hombre, quien ya man encuentro tu, amo mi hermano.
Spanisch: El hombre, a quien conociste, es mi hermano.
(Der Mann, den du trafst, war mein Bruder.)
El persona con quien ta conversa tu, bien alegre gayot.
Spanisch: La persona con quien conversas, está bien alegre.
(Die Person mit der du sprichst, ist wirklich sehr glücklich.)

## Beispiele für das Vater Unser

### Zamboangueño

#### Zamboangueño (gewöhnlich)
Tata de amon talli na cielo,

bendito el de Usted nombre.

Manda vene con el de Usted reino;

Hace el de Usted voluntad aqui na tierra,

igual como alli na cielo.

Dale kanamon el pan para cada dia.

Perdona el de amon maga culpa,

como ta perdona kame con aquellos

quien tiene culpa kanamon.

No deja que hay cae kame na tentacion

y libra kanamon na mal.

#### Zamboangueño (formal)
Nuestro Tata talli na cielo,

bendito el de Usted nombre.

Manda vene con el de Usted reino;

Hace el de Usted voluntad aqui na tierra,

igual como alli na cielo.

Dale con nosotros el pan para cada dia.

Perdona el de nuestro maga culpa,

como nosotros ta perdona con aquellos

quien tiene culpa con nosotros.

No deja que nosotros hay cae na tentacion

y libra con nosotros de mal.

### Caviteño
Niso Tata Qui ta na cielo,

quida santificao Tu nombre.

Manda vini con niso Tu reino;

Sigui el qui quiere Tu aqui na tierra,

igual como na cielo!

Dali con niso ahora,

niso comida para todo el dia.

Perdona el mga culpa di niso,

si que laya ta perdona niso con aquel

mga qui tiene culpa con niso.

No dija qui cai niso na tentacion,

pero salva con niso na malo.

### Ternateño
Padri di mijotru ta allí na cielo,

quidá alabaó Bo nombre.

Llevá cun mijotru Bo trono;  Viní con mijotru Bo reino;

Siguí cosa qui Bo mandá aquí na tiehra,

parejo allí na cielo!

Dali con mijotro esti día,

el cumida di mijotro para cada día.

Perdoná quél mgá culpa ya hací mijotro con Bo,

como ta perdoná mijotro ‘quel

mga culpa ya hací el mga otro genti cun mijotro.

No dijá qui caí mijotru na tintación,

sinó hací librá con mijotro na malo.

## Monate, Tage, Zahlen und Phrasen
Bezeichnung von Monaten, Tagen und Zahlen  in Chavacano sind gleich dem Spanischen:
| Deutsch          | Spanisch            | Chavacano                          |
| ---------------- | ------------------- | ---------------------------------- |
| Januar           | enero               | Enero                              |
| Februar          | febrero             | Febrero                            |
| März             | marzo               | Marzo                              |
| April            | abril               | Abril                              |
| Mai              | mayo                | Mayo                               |
| Juni             | junio               | Junio                              |
| Juli             | julio               | Julio                              |
| August           | agosto              | Agosto                             |
| September        | septiembre          | Septiembre                         |
| Oktober          | octubre             | Octubre                            |
| November         | noviembre           | Noviembre                          |
| Dezember         | diciembre           | Diciembre                          |
| Montag           | lunes               | Lunes                              |
| Dienstag         | martes              | Martes                             |
| Mittwoch         | miércoles           | Miercoles                          |
| Donnerstag       | jueves              | Jueves                             |
| Freitag          | viernes             | Viernes                            |
| Samstag          | sábado              | Sabado                             |
| Sonntag          | domingo             | Domingo                            |
| eins             | uno                 | uno                                |
| zehn             | diez                | diez                               |
| hundert          | cien                | ciento                             |
| fünfhundert      | quinientos          | quinientos                         |
| ein Uhr          | Es la una           | a la una                           |
| fünf Uhr         | Son las cinco       | a las cinco                        |
| jetzt            | ahora               | ahora                              |
| heute            | hoy (oder este día) | este dia                           |
| morgen           | mañana              | mañana                             |
| heute Mittag     | esta tarde          | este tarde                         |
| auf der Straße   | en la calle         | na calle/na camino                 |
| auf dem Tisch    | sobre la mesa       | encima mesa/na la mesa             |
| im Raum          | en el cuarto        | adentro cuarto                     |
| die Tür          | la puerta           | el puerta                          |
| ein Peso         | un peso             | un peso                            |
| zwanzig Centavos | una peseta          | un peseta                          |
| gut              | bueno               | bueno                              |
| besser           | mejor               | mejor/mas bueno                    |
| am besten        | el mejor (de)       | el con todo mejor/el mejor de todo |

## Trivia
- Chabacano ist für Sprecher des mexikanischen Spanisch gleichbedeutend mit einer Aprikose. Obwohl eine Aprikose in Spanischen als albaricoque oder damasco ausgesprochen wird, verwendet man in Mexiko hierfür die Variation 'chabacano'.
- Chabacano ist ebenso der Name einer Metrostation in Mexiko-Stadt.